# Талпа Іван Анатолійович
Іва́н Анато́лійович Та́лпа (1991—2024) — український військовослужбовець, учасник російсько-української війни, кавалер ордена «За мужність» III ступеня.

## Життєпис
Народився в селі Нові Бутори Одеської області, після закінчення місцевої школи вступив Державного професійно-технічному навчального закладу «Фрунзівське професійно-технічне аграрне училище», згодом до Національної академії сухопутних військ імені гетьмана Петра Сагайдачного.
Строкову військову службу проходив у Миколаєві. Зазнав поранення під Іловайськом. Згодом вступив до лав 28-ї окремої механізованої бригади. Виконував бойові завдання на Миколаївщині, Херсонщині та Донеччині.
Загинув 1 вересня 2024 року.
Похований у Львові на Личаківському кладовищі.

## Нагороди
- Орден «За мужність» III ступеня[2].